# Aphantorhaphopsis selecta
Aphantorhaphopsis selecta is een vliegensoort uit de familie van de sluipvliegen (Tachinidae). De wetenschappelijke naam van de soort is voor het eerst geldig gepubliceerd in 1894 door Pandelle.